# Woodruff and the Schnibble of Azimuth
Woodruff and the Schnibble of Azimuth, intitolato anche The Bizarre Adventures of Woodruff and the Schnibble, è un'avventura grafica pubblicata da Sierra Entertainment nel 1995 per Microsoft Windows. È stata sviluppata dalla software house francese Coktel Vision, già responsabile della serie Gobliiins del quale riprende sia lo stile visivo (ad opera di Pierre Gilhodes) sia lo humor demenziale.

## Trama

### Il passato
L'inizio della storia coincide con il quasi annientamento del pianeta a causa di un olocausto nucleare. Circondati all'esterno dalle radiazioni, gli umani sopravvissuti si rifugiarono vicino al Centro della Terra, dove permanevano le ultime risorse per il sostentamento della vita. Passarono millenni prima che gli umani decidessero finalmente di tornare in superficie per poi scoprire che, in loro assenza, il mondo fosse diventato una fitta e sovrasviluppata giungla.
Sul pianeta sbucarono col tempo varie specie di mutanti, tra cui una molto pacifica conosciuta come la razza Boozook che, non fosse stato per le caratteristiche code, le orecchie a punta e nasi straordinariamente lunghi, sarebbe stata virtualmente indistinguibile dalla razza umana. Gli umani, comunque, non avendo imparato la lezione dall'ultima volta, ingaggiarono una guerra contro la tranquilla società Boozook sfociando in quella che venne poi soprannominata “La grande guerra”.
Vedendo distrutta la loro civiltà e gran parte della popolazione, i Boozook sopravvissuti vennero ridotti in schiavitù dagli umani e obbligati a costruire una nuova società, la grande metropoli verticale conosciuta come Vlurxtrznbnaxl. I cittadini, umani e Boozook indistintamente, furono allocati in diverse parti della città a seconda dello status socio-economico: la parte povera del popolo ai livelli più bassi, mentre quella ricca e potente ai livelli più alti. I restanti Boozook vennero istantaneamente posti sotto un regime di perscuzione ed oppressione; essendo la loro grande società di una volta in frantumi, furono relegati alla bassa manovalanza e a lavori degradanti.

### Il presente
Il gioco inizia circa un secolo dopo, epoca in cui le relazioni tra umani e Boozook sono alla loro massima tensione. Le zone povere della città sono afflitte dalla povertà e dal crimine mentre l'alta società sguazza nella corruzione e nell'avidità. In cima a tutto questo c'è il Presidente con il suo scagnozzo, il Contestabile, che tiene a bada la città sotto un regime di continua paura attraverso leggi brutali, tasse soffocanti (incluse quelle per la respirazione e per camminare), burocrazia nel senso letterale del termine e propaganda totalitaria, comprese le voci riguardanti una feroce bestia che ama nutrirsi dei cittadini che si oppongono alle leggi e alle regole del loro governo. 
Il professor Azimuth, una personalità eminente del mondo politico e scientifico, conosciuto per i suoi lavori sui meccanismi di azione delle cellule, è tormentato dal pensiero che i Boozook vivano in una condizione così tremenda e decide quindi di porre fine alla loro oppressione. Il suo obiettivo diventa quello di recuperare lo Schnibble, un'entità mistica che si crede abbia l'abilità di creare la pace e prosperità. Si sparge la voce e presto il prof. Azimuth comincia ad essere considerato un eroe da tutta la comunità Boozook. Sfortunatamente, la notizia raggiunge anche le orecchie del Contestabile che, per scongiurare il rischio di una rivoluzione, invade la casa del professore e del suo figlio adottivo Woodruff, rapendo il professore e sparando a sangue freddo sull'amato orsacchiotto di Woodruff.
Il professor Azimuth ebbe la prontezza di nascondere suo figlio dal Contestabile, ma non prima di averlo sottoposto al Viblefrotzer, un'invenzione (esteticamente simile a un Walkman) in grado di accelerare la crescita. In pochi secondi Woodruff raggiunge l'età di quindici anni, pronto per la sua nuova missione: salvare suo padre e vendicare la morte del suo orsacchiotto giurando vendetta al malvagio Contestabile, per ristabilire la pace nella città.

## Modalità di gioco
Woodruff è una classica avventura punta e clicca. L'interfaccia di gioco è la medesima vista in King’s Quest VII (altra avventura grafica Sierra): muovendo il cursore su determinati oggetti, questi vengono evidenziati indicandoci se si tratti di oggetti con cui Woodruff può interagire. L'inventario è accessibile cliccando il bottone destro del mouse; cliccando un oggetto dall'inventario, sarà possibile combinarlo trasportandolo col cursore su un oggetto evidenziato nell'ambiente circostante. In ogni caso, se gli oggetti non combaciano, Woodruff rimprovererà il giocatore esplicitamente.

## Critica
A dispetto della sua uscita tardiva sul mercato statunitense, Woodruff ricevette critiche perlopiù positive, in particolare grazie al gustoso stile grafico e alla comicità demenziale. Strategy Plus (oggi Computer Games Magazine) pubblicò la recensione maggiormente positiva, acclamando il gioco con lo slogan per cui fosse talmente assuefacente, da farvi rischiare di perdere il lavoro. Questo slogan finì per essere stampato sulla copertina del gioco. La suddetta recensione diceva anche che “…il gioco dimostra una splendida grafica in alta risoluzione, ad ulteriore evidenza della competenza della Sierra…”. Anche PC Gamer encomiò il gioco per il suo ottimo comparto tecnico, paragonandolo ad altre avventure grafiche demenziali, mostri sacri del settore, come Day of the Tentacle e Sam & Max Hit the Road. La rivista francese Joystick utilizzò come espressioni “veramente magnifico” e “un vero cartone animato”.
Riguardo ai lati negativi del gioco, Gamer's Zone, nonostante la complessiva recensione positiva, lamentò una dilagante difficoltà dei puzzle, la mancanza di musiche originali e la ripetitività degli effetti sonori. Lamentele peraltro condivise da altri critici.
Nonostante il successo di critica, Woodruff fallì il suo obiettivo commerciale. Non riuscì infatti a raggiungere la grande fetta di pubblico sperata, finendo per essere oscurato da titoli ben più conosciuti.

## Doppiaggio
Non sono dichiarate le voci dei doppiatori inglesi, mentre riguardo a quelli della versione francese si sa che la voce di Woodruff fosse quella di Edgar Givry, con Claude Piéplu nelle vesti del narratore. Il gioco era integralmente localizzato in italiano, con un doppiaggio azzeccato e di ottima qualità.